# Przełęcz pod Borsukiem
Przełęcz pod Borsukiem, (954 m n.p.m.) – przełęcz w Bieszczadach Zachodnich. 
Przełęcz znajduje się w głównym grzbiecie Karpat, pomiędzy szczytami Borsuk (1000 m n.p.m.) i Czoło (1159 m n.p.m.). Spod tej przełęczy wypływa na północ potok Beskidnik, a na południe dopływy potoku Hlboký.
Poprzednią (patrząc z zachodu na wschód) przełęczą w głównym łańcuchu Karpat jest Przełęcz nad Roztokami Górnymi, a następną – Przełęcz pod Czerteżem.